# أبردارون
أبردارون هي مجتمع وجناح انتخابي وقرية صيد سابقة  تقع على بعد  33.5 ميلاً (53.9 كم) جنوب غرب كارنارفون، ويبلغ عدد سكانها 965. وهي تغطي مساحة تقل قليلاً عن 50 كيلومترًا مربعًا، في القرنين الثامن عشر والتاسع عشر تطورت كمركز وميناء لبناء السفن، أصبحت صناعات التعدين واستغلال المحاجر من كبار أصحاب العمل وتم تصدير الحجر الجيري والرصاص واليشب والمنغنيز وبعد الحرب العالمية الثانية انهارت صناعة التعدين وتطورت تدريجيًا إلى منتجع لقضاء العطلات.

## علم أصل الكلمة
أبردارون تعني «مصب نهر دارون» في إشارة إلى النهر الذي يصب في البحر في خليج أبيردارون

## عصور ما قبل التاريخ
كانت المنطقة المحيطة بأبردارون مأهولة بالسكان منذ آلاف السنين، تشير الأدلة من العصر الحديدي إلى أن بعض مراحل بنائه بدأت في وقت مبكر بشكل غير عادي في أواخر العصر البرونزي، كان البناء دفاعيًا بالكامل ولكن في المراحل اللاحقة يبدو أن الدفاع كان أقل أهمية وفي المرحلة الأخيرة تم تسوية أسوار الحصن عن عمد مما يشير إلى أنه لم تعد هناك حاجة للدفاع، يبدو أن أبردارون أصبح مجتمعًا زراعيًا غير محتاج للدفاع.

## التاريخ
في عام 1094 لجأ جروفود أب سينان ملك جوينيد المنفي إلى الكنيسة أثناء محاولته استعادة عرشه هرب في قارب المجتمع الرهباني إلى أيرلندا، ثم استعاد أراضيه في عام 1101 وفي عام 1115 لجأ جروفيد أب ريس أمير ديهوبارث المنفي إلى أبردارون هربًا من أسر حاكم غوينيد.
كانت بلدات القرون الوسطى في أبردارون هي إيسيلي (بوجيليس وريدينفرا ودويروس وأنهجريج وسيليفيلين وجوثريان وديوغلود وبودرنابدوي) أوشسيلي (أنيلوغ وبولديفيد ولانلاوين ويستوهيليج وبودرمينجو) وبودريد، هذه المواقع تسبق فكرة الرعية الكنسية الحديثة، بعضها كان أو أصبح قرى صغيرة في حد ذاته في حين تم تقسيم البعض الآخر لاحقًا.
بعد الحرب الأهلية الإنجليزية عندما قدم البرلمانيون بقيادة أوليفر كرومويل نظامًا بروتستانتيًا قويًا ظلت الكاثوليكية الديانة السائدة في المنطقة، غالبًا ما كان الكاثوليك الذين دعموا الجانب الملكي إلى حد كبير يُعتبرون خونة وبُذلت جهود للقضاء على الدين، امتد الاضطهاد إلى أبردارون.
جاء الإصلاح الزراعي والثورة الصناعية إلى أبردارون في القرن التاسع عشر، يهدف قانون التضمين 1801 إلى تسهيل قيام الملاك بتطويق وتحسين الأراضي المشتركة وإدخال مزيد من الكفاءة وجلب المزيد من الأراضي للحرث وتقليل الأسعار المرتفعة للإنتاج الزراعي.
على الجبهة الصناعية تطور التعدين كمصدر رئيسي للعمالة حيث تم اكتشاف المنغنيز في عام 1827.

## الحكومة
من عام 1950 كانت أبردارون جزءًا من دائرة كارنارفون البرلمانية، في عام 2010 تم نقل المجتمع إلى دائرة دوايفور ميريونيد، تشكل الدائرة الانتخابية جزءًا من المنطقة الانتخابية لوسط وغرب ويلز.
الجغرافيا
تقع أبردارون على شاطئ باي أبردارون في واد صغير بين رأسي أوشمينيد إلى الغرب وتروين إي بنرين إلى الشرق.
كان الساحل المحيط بأبردارون مسرحًا للعديد من حطام السفن، في عام 1822 تحطمت منارة جزيرة باردسي مما أسفر عن مقتل ستة أشخاص، اجتاحت البلاد عاصفة كبيرة في 26 أكتوبر 1859 وفقدت العديد من السفن: تسعة منها تحطمت في بورثور، سبعة منها مع خسائر كاملة في الأرواح، على الساحل الجنوبي غالبًا ما كانت السفن تدفع إلى الشاطئ في بورث نيغول عن طريق مزيج من العواصف الجنوبية الغربية والتيارات البحرية الغادرة، حصل الخليج على لقبه الإنجليزي «فم الجحيم» من شهرته في حطام السفن أيام السفن الشراعية.
مستويات ثاني أكسيد الكبريت وثاني أكسيد النيتروجين وأول أكسيد الكربون منخفضة جدًا والجسيمات منخفضة جدًا، المناخ معتدل نسبيًا وبسبب تيار الخليج نادرًا ما يتكون الصقيع في الشتاء.

## المناخ
كونها تقع على الساحل الغربي للمملكة المتحدة تتمتع أبردارون بمناخ بحري متميز مع فصل شتاء معتدل وصيف بارد، هذا لا يعني أن حالات الطقس الشديدة لا يمكن أن تحدث، في الواقع تم تسجيل بعض درجات الحرارة القصوى غير العادية: ففي 20 ديسمبر 1998 كانت درجة الحرارة العظمى في أبردارون أقل من المتوسط عند 5 درجات مئوية وفي اليوم التالي تم تسجيل أعلى درجة حرارة على الإطلاق في شهر يناير في المملكة المتحدة عند 20.1 درجة مئوية، ومع ذلك كان متوسط درجة الحرارة لذلك اليوم 6.4 درجة مئوية فقط.
تم تسجيل جميع الانخفاضات القياسية باستثناء شهري نوفمبر وديسمبر في عام 2009 وكانت جميعها دون درجة التجمد، تتميز القرية بوجه عام بالرياح الشديدة طوال العام خاصة في فصلي الخريف والشتاء، كميات أشعة الشمس أقل من متوسط المملكة المتحدة، وهطول الأمطار أقل بكثير من متوسط ويلز.

## الاقتصاد
أنتجت أبردارون الصوف وصدرته لسنوات عديدة، كان المنتج الرئيسي محليا وينتج عن طريق نقع القماش في الماء وضربه بمجاديف خشبية كبيرة حتى يشكل الصوف سجادة سميكة يمكن تسويتها وتجفيفها وتقطيعها إلى أطوال، تتكون المحاصيل الصالحة للزراعة بشكل رئيسي من القمح والشعير والشوفان والبطاطس، يعود تاريخ حدود الحقل إلى عدة قرون.
خلال القرن التاسع عشر تم استخراج الحجر الجيري عالي الجودة وكمية صغيرة من خام الرصاص في القرية، ومع ذلك كان المصدر الرئيسي للدخل هو صيد سمك الرنجة، تم تشغيل  خدمة شحن منتظمة إلى ليفربول لتصدير الدواجن والبيض، عادت السفن محملة بالفحم، كما تم استيراد الحجر الجيري وتفريغه في المياه عند ارتفاع المد ثم جمعه من الشاطئ عند انحسار المد، كان الجير ضروريًا لتقليل حموضة التربة المحلية، كان هناك بناء للسفن في بورث نيجول حيث تم بناء آخر سفينة وهي سفينة شراعية اسمها إبينيزر في عام 1841 وفي بورثور في عام 1842 تم بناء آخر سفينة لأبردارون السفينة الشراعية فيكتوري.
أدى اندلاع الحرب العالمية الأولى إلى زيادة الطلب على المنجنيز كعامل تقوية للصلب، تم اكتشاف الخام في عام 1827 وأصبحت الصناعة مشغلا كبير في القرية، تم استخراج أكثر من 115000 طن من الخام بين عامي 1840 و1945 وفي عام 1906 وظفت الصناعة 200 شخص.
بدأت السياحة تتطور بعد عام 1918، صدر أول دليل سياحي للقرية عام 1910 وأشاد بفضائل «نسيم البحر والجبل الصحي» بالإضافة إلى الفندقين في القرية، استقبلت بيوت المزارع المحلية الزوار والتي وفرت مصدر دخل إضافي.
في تعداد عام 2001 كان 59.4 في المائة من السكان يعملون منهم 23.5 في المائة يعملون لحسابهم الخاص، بلغ معدل البطالة 2.3 في المائة و16.0 في المائة متقاعدون ويعمل 17.7 في المائة في الزراعة و15.8 في المائة في تجارة الجملة والتجزئة و10.7 في المائة في البناء و10.5 في المائة في التعليم وبلغت نسبة العاملين من المنزل 32.3 في المائة و15.2 في المائة سافروا أقل من 6.2 ميل (10 كم) إلى مكان عملهم و23.6 في المائة سافروا أكثر من 25 ميلاً (40 كم)، سجل تعداد زراعي عام 2000 33562 رأس غنم و4380 عجلاً و881 بقرة، كان هناك 310 فدان (130 هكتار) من المحاصيل المزروعة.

## الجغرافيا السكانية
كان عدد سكان أبردارون 1019 في عام 2001 منهم 20.6 في المائة دون سن 16 و18.7 في المائة فوق 64 سنة، كان أصحاب الأملاك يسكنون 53.7 في المائة من المساكن و21.7 في المائة مستأجرون و19.6 في المائة بيوت عطلات، تم تركيب تدفئة مركزية في 62.8 في المائة من المساكن لكن 2.4 في المائة كانوا بدون استخدام خاص للحمام أو الدش أو المرحاض، وبلغت نسبة الأسر التي لا تستخدم سيارة 14.3 في المائة لكن 40.9 في المائة كان لديهم سيارتان أو أكثر، كان السكان في الغالب من البريطانيين البيض، 97.8 في المائة قالوا إنهم كذلك، 71.9 في المائة ولدوا في ويلز و26.9 في المائة في إنجلترا، كشف تعداد 2011 أن 73.5 ٪ من السكان يعرفون أنفسهم على أنهم متحدثون الويلزية.

## المعالم

### جزيرة باردسي
جزيرة باردسي 1.9 ميل (3.1 كم) قبالة البر الرئيسي كانت مأهولة بالسكان في العصر الحجري الحديث ولا تزال آثار دوائر الأكواخ موجودة، تم إعلان الجزيرة محمية طبيعية وطنية في عام 1986 وهي جزء من ساحل أبيردارون ومنطقة الحماية الخاصة لجزيرة باردسي، وهو الآن موقع مفضل لمشاهدة الطيور على طرق هجرة الآلاف منها.

### بورثور
بورثور هو خليج صغير بطول 3.2 ميل (5.1 كم) شمال أبيردارون ذو رمال بيضاء ناعمة، الخليج هو مركز ملكية الصندوق الاستئماني الوطني الذي يضم 420 فدانًا (170 هكتارًا) من الخط الساحلي والأراضي الرأسية والأراضي الزراعية، شمال بورثور هو بورث ياغو وهو مدخل ضيق مواجه للجنوب وله شاطئ صغير ومنحدرات شديدة الانحدار.

### روشيرواون
تقع روشيروان على بعد 2.1 ميل (3.4 كم) إلى الشمال الشرقي من أبيردارون وكانت في السابق منطقة مستنقعات.
إلى الشرق من القرية فيلين أوشاف هو مركز تعليمي يستكشف طرق العيش والعمل بالشراكة مع البيئة ويقدم دورات في المهارات الريفية والزراعة المستدامة.

## النقل
تقع أبردارون في الطرف الغربي من الطريق B4413.

## الخدمات العامة
تقدم خدمات الإسعاف الويلزية خدمات سيارات الإسعاف والمسعفين ويتولى صندوق شمال غرب ويلز مسؤولية خدمات المستشفى، بالنسبة لخدمات الحوادث والطوارئ على مدار 24 ساعة، تقع مسؤولية تقديم الخدمات الصحية على عاتق مجلس الصحة المحلي في غوينيد بينما تقع مسؤولية إنفاذ القانون على عاتق شرطة شمال ويلز التي تشكلت عام 1967.

## التعليم
في أوائل القرن التاسع عشر كانت هناك مدرسة للأطفال الفقراء، نص قانون التعليم الابتدائي لعام 1870 على مجالس المدارس المحلية لكن الكنيسة القائمة عارضته، كانت عملية إنشاء المجالس طويلة واضطرت الحكومة إلى تطبيق اللوائح في أبيردارون ولانفيلريهيس وواي رايو.

## الثقافة
أبردارون هو مجتمع يتحدث الويلزية في الغالب، يتحدث 75.2 في المائة من السكان اللغة، تزور مكتبة متنقلة عددًا من المواقع في المجتمع كل أسبوع.
كان الشاعر آر.س.توماس نائبًا لكنيسة سانت هيوين من عام 1967 إلى عام 1978،  كان قوميًا ويلزيًا متحمسًا تعلم التحدث باللغة الويلزية، في عام 1995 تم ترشيحه لجائزة نوبل في الأدب، وُلد موضوع إحدى قصائد توماس ريتشارد روبرت جونز المعروف باسم «ديك أبيردارون» في القرية عام 1780، على الرغم من قلة التعليم الرسمي يُقال إنه كان يجيد 14 لغة وأمضى سنوات في السفر برفقة كتبه وقطته.
خلال أوائل عشرينيات القرن الماضي عاش الشاعر الجنوب أفريقي روي كامبل وزوجته الإنجليزية الأرستقراطية ماري غارمان في «كوخ كروجلوفت» فوق بورث يسجو، وفقا لكاتب سيرته الذاتية جوزيف بيرس صدم روي وماري كامبل السكان المحليين بملابسهما البراقة الملونة ومظهرهما غير المهذب، علاوة على ذلك ولدت الطفلة الأولى ابنتهما تيريزا بمساعدة قابلة محلية داخل الكوخ خلال ليلة 26 نوفمبر 1922 العاصفة.
يعتبر دافيد نانمور أحد أهم الشعراء الويلزيين في القرن الخامس عشر، لويس دارون شاعر من القرن السادس عشر يُعتقد أنه ولد في أبيردارون.
تعيش الشاعرة كريستين إيفانز المولودة في يوركشاير نصف العام في جزيرة باردسي وتقضي الشتاء في أوشمينيد، في إجازة الأمومة عام 1976 بدأت في كتابة القصائد، كانت العبارات الكوميدية هي الكتاب الويلزي لعام 1989 وفاز بجائزة رولاند ماتياس الافتتاحية في عام 2005.
أمضت فنانة الحياة البرية كيم أتكينسون التي عُرضت أعمالها على نطاق واسع في ويلز وإنجلترا طفولتها في الجزيرة وعادت لتعيش  هناك في الثمانينيات.
استخدم أوين جريفيث وهو صيدلاني مؤهل، والذي كان يُعرف باسم «طبيب الثؤلول البري» علاجًا عشبيًا تقليديًا لعلاج سرطان الخلايا القاعدية المعروف أيضًا باسم قرحة القوارض، من المفترض أن العلاج قد تم نقله إلى العائلة قبل 300 عام من قبل مصلح أيرلندي، في عام 1932 توفيت امرأة أثناء تلقيها العلاج وعلى الرغم من أن التحقيق في وفاتها وجد أنه لا يوجد أي لوم على العلاج أدان كبير المسؤولين الطبيين في كارنارفونشاير العلاج بشدة في الصحافة، خرج مرضى سابقون لدعم الصيدلي وتم إرسال التماسات إلى وزارة الصحة للمطالبة بمنح ترخيص طبي لجريفيث وابن عمه.

## الرياضة
تستضيف أبردارون العديد من سباقات القوارب الشراعية، هناك سباق قوارب شعبية في شهر أغسطس حيث السباقات مفتوحة للجميع، يتم تشغيل رحلات الصيد بالصنارة من بورث ميودوي لصيد سمك بولوك وكولي والماكريل.
تعتبر القرية مركزًا شهيرًا للمشي،  توجد مرافق تخييم لراكبي الزوارق على شواطئ بورث نيغول، تيارات المد والجزر ضعيفة بشكل عام.
المنطقة لديها غوص ممتاز، تمتد الرؤية تحت الماء في جزيرة باردسي إلى 66 قدمًا (20 مترًا) وهناك مجموعة متنوعة غنية من الحياة البحرية،
الاستحمام شائع على طول الساحل، شاطئ أبردارون المواجه للجنوب الغربي هو شاطئ رملي آمن.
شاطئ أبردارون هو موقع لركوب الأمواج من جميع المستويات، على الرغم من أنه قد يكون خطيرًا عند ارتفاع المد عندما تنكسر الأمواج مباشرة على الصخور تحت الجرف، أفضل راكبي الأمواج يتجهون إلى الطرف الشمالي.